# Thomas Magnussen

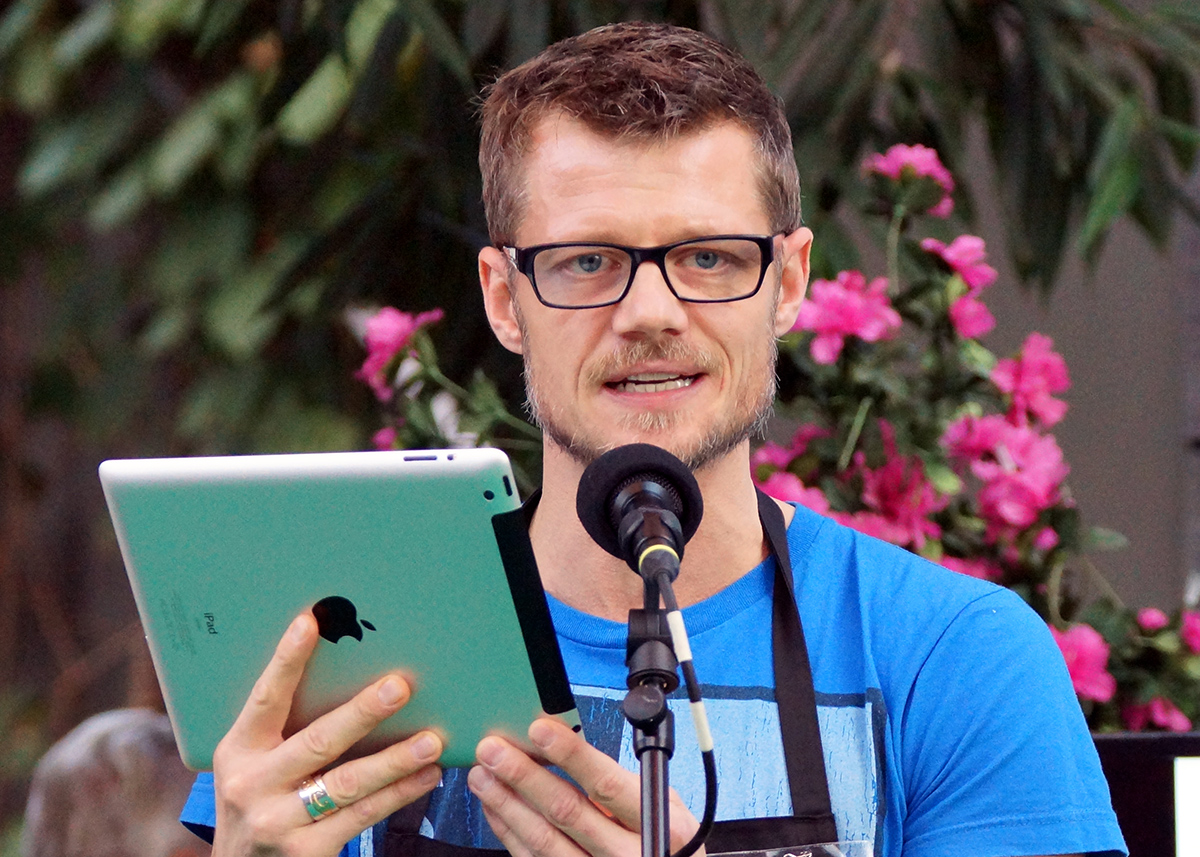
Thomas Magnussen (2014)

Thomas Magnussen (* 11. Mai 1973) ist ein dänischer Schauspieler.

## Leben
Thomas Magnussen absolvierte seine professionelle Schauspielausbildung von 1995 bis zum Jahr 2000 an der Guildhall School of Music and Drama in London. Danach kehrte er nach Dänemark zurück und wirkte als Bühnendarsteller in zahlreichen Theaterstücken wie beispielsweise in Hamlet mit, so unter anderem auch am Odense Teater, am Königlichen Theater Kopenhagen, am Regionaltheater in Kolding, am Aarhus Teater oder am Theater Helsingør.
Seit dem Jahr 2001 hat Magnussen als Schauspieler vor der Kamera in bislang mehr als 20 Film-und-Fernsehproduktionen mitgewirkt. Im Jahr 2016 führte er bei einem Spielfilm erstmals die Regie. Magnussen ist auch als Synchronsprecher für Animationsfilme und Zeichentrickfilme aktiv.
Magnussen ist Vater einer Tochter (* 2004). Er ist seit Juni 2007 mit der Schauspielerin Linda Elvira Kristensen verheiratet, mit der er in Kopenhagen lebt. Neben seiner Muttersprache Dänisch spricht er auch fließend Norwegisch, Schwedisch, Englisch und Deutsch.

## Filmografie (Auswahl)
- 2001: Band of Brothers – Wir waren wie Brüder (Fernsehserie, 1 Folge)
- 2004: Brothers – Zwischen Brüdern
- 2007–2008: 2900 Happiness (Fernsehserie)
- 2012: Aurum (Kurzfilm)
- 2014: Upstart (Kurzfilm)
- 2015: Die Brücke – Transit in den Tod (Fernsehserie, 1 Folge)
- 2015: Die Erbschaft (Fernsehserie, 1 Folge)
- 2016: Follow the Money (Fernsehserie, 5 Folgen)
- 2020: Wenn die Stille einkehrt (Fernsehserie, 3 Folgen)
- 2022: Nichts
- 2023: For evigt